# Fixatie (psychologie)
Fixatie is het blijven steken in een bepaalde fase van de ontwikkeling van het luststreven. In de meeste gevallen treedt fixatie op als afweermechanisme bij het verwerken van negatieve gevoelens of emoties.
Tijdens de ontwikkeling van de mens zijn er steeds nieuwe uitdagingen en opdrachten. Als een nieuwe ontwikkelingsfase te zwaar is, met andere woorden wanneer de nieuwe opgaven niet tot bevrediging leiden, kan het Ich zich verdedigen door fixatie.

## Gerelateerde onderwerpen
- Psychoanalyse
- Sigmund Freud
- Verdringing